# Liu Yang (Kugelstoßer)
Liu Yang (* 29. Oktober 1986) ist ein chinesischer Leichtathlet, der sich auf das Kugelstoßen spezialisiert hat.

## Sportliche Laufbahn
Erste internationale Erfahrungen sammelte Liu Yang bei den Asienmeisterschaften 2015 in Wuhan, bei denen er mit 19,23 m den vierten Platz belegte. Im Jahr darauf siegte er mit 19,30 m bei den Hallenasienmeisterschaften in Doha vor seinem Landsmann Tian Zhizhong. Anfang September 2017 wurde er bei den Asian Indoor & Martial Arts Games in Aşgabat mit 18,24 m Siebter. 2018 nahm er erstmals an den Asienspielen in Jakarta teil und gewann dort mit 19,52 m die Silbermedaille hinter dem Inder Tejinder Pal Singh. 2023 gewann sie bei den Asienspielen in Hangzhou mit 19,97 m die Bronzemedaille hinter dem Inder Tejinder Pal Singh und Mohammed Tolo aus Saudi-Arabien.
2014, 2015 und 2018 wurde Liu Chinesischer Meister im Kugelstoßen.

## Persönliche Bestleistungen
- Kugelstoßen: 20,40 m, 23. September 2021 in Xi’an
  - Kugelstoßen (Halle): 19,75 m, 12. März 2021 in Chengdu